# Jigger
Denomina-se Jigger a máquina para efetuar tratamentos a úmido sobre tecidos abertos, quando opera-se por partidas. O sistema usado é do esgotamento com banho estático e material têxtil em movimento. A máquina consiste de dois cilindros paralelos, tendo abaixo deles um chassi por onde o tecido passa durante o tingimento. As peças são costuradas umas nas outras e enroladas abertas em um dos cilindros. Quando se aciona à máquina, o tecido passa por dentro do banho, auxiliado por roletes no fundo do chassi e é enrolado no outro cilindro, quando, então, volta a circular em sentido contrário. A relação de banho é muito baixa: aproximadamente 1:3.
No tingimento com esta máquina é necessário terse em conta o esgotamento que iria provocar uma maior intensidade de cor nos primeiros metros do tecido a passar no banho. Para evitar esse fenômeno devese proceder a uma adição gradual de corante no banho. Atualmente, existem jiggers que podem ser incluídos em autoclaves para operar a alta temperatura.